# غرودل
غرودل (بالفارسية: گرودل) هي قرية تقع في قسم باهوكلات الريفي (مقاطعة تشابهار) في إيران. يقدر عدد سكانها بـ 331 نسمة بحسب إحصاء 2016.